# Stefan Stanisław Okrzeja
Stefan Stanisław Okrzeja (ur. 24 kwietnia 1907 w Warszawie, zm. 5 września 1939 w Kręgach) – porucznik pilot Wojska Polskiego, kawaler Krzyża Srebrnego Orderu Wojennego Virtuti Militari.

## Rodzina
Stefan Stanisław był synem Walentego Okrzei, stróża drogowego i Heleny z Cieślińskich (zm. 1949). Pierwsze imię otrzymał na cześć nieżyjącego już brata Stefana Aleksandra, działacza rewolucyjnego, straconego w 1905 r. za zamach bombowy na komisariat policji.

## Edukacja i przebieg kariery
Uczęszczał do szkoły rzemieślniczej im. Konarskiego. Po zdaniu matury, 13 maja 1925 r. w Cywilnej Szkole Pilotów na lotnisku Ławica w Poznaniu rozpoczął kurs dający uprawnienia do pilotowania małych samolotów turystycznych. Ukończył go 3 czerwca 1925 roku, a 1 września tego samego roku został powołany do wojska.
Zasadniczą służbę odbył w 2 pułku lotniczym w Krakowie (21 eskadra liniowa). 27 września 1927 r. został instruktorem w Centrum Wyszkolenia Oficerów Lotnictwa. Wiosną roku 1930 oblatywany przez niego samolot Wibault miał awarię (zacięły się stery), a pilot wyskoczył na spadochronie na niskiej wysokości. Nierozwinięta czasza spadochronu zaczepiła o drzewo, pilot wyszedł z wypadku bez szwanku. 1 października 1931 został przyjęty do Szkoły Podchorążych dla Podoficerów w Bydgoszczy. 4 sierpnia 1934 Prezydent RP Ignacy Mościcki mianował go podporucznikiem ze starszeństwem z dniem 15 sierpnia 1934 i 44. lokatą w korpusie oficerów aeronautyki, a minister spraw wojskowych wcielił do 6 pułku lotniczego we Lwowie. W pułku został przydzielony do 61 eskadry liniowej. Później został przeniesiony do 1 pułku lotniczego w Warszawie i przydzielony do 112 eskadry myśliwskiej. Na stopień porucznika został awansowany ze starszeństwem z dniem 19 marca 1938 i 80. lokatą w korpusie oficerów lotnictwa, grupa liniowa. W 1939 został zastępcą dowódcy tej eskadry.

## Bitwa powietrzna o Warszawę
W sierpniu 1939, w czasie mobilizacji alarmowej, 112 eskadra myśliwska włączona została w skład Brygady Pościgowej, której zadaniem była obrona przestrzeni powietrznej nad stolicą. 29 sierpnia 1939 eskadrę przesunięto na polowe lotnisko w Zielonce pod Warszawą. Trzy dni później atakiem Niemiec na Polskę rozpoczęła się II wojna światowa.
W pierwszym locie bojowym 1 września Okrzeja zestrzelił Do 17: z niewiadomych przyczyn oficjalnie przyznano mu zestrzelenie 2 samolotów. 3 września podczas tzw. bitwy rembertowskiej z udziałem Okrzei zestrzelono Bf 110 – Okrzeja nie rościł pretensji do tego zestrzelenia. Po kilkunastu wylotach i walkach powietrznych, w czwartym dniu wojny przebazowano go na lotnisko polowe Zaborowo koło Leszna.

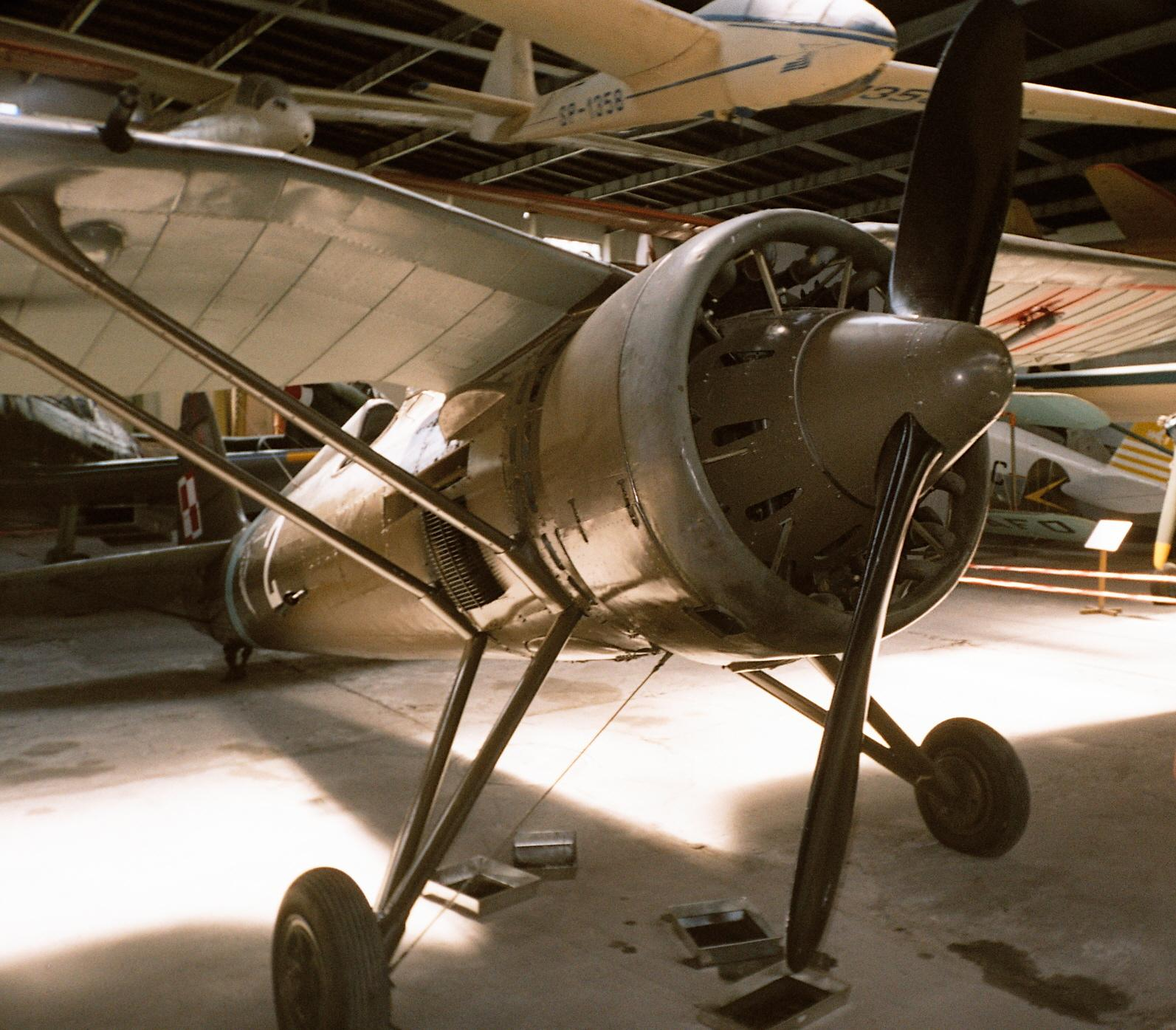
PZL P.11c z Muzeum Lotnictwa Polskiego w Krakowie

5 września wystartował na samolocie PZL P.11c w składzie klucza wraz z ppor. pil. Witoldem Łokuciewskim i pchor. pil. Władysławem Nowakowskim do lotu patrolowego. Nad Wyszkowem napotkali ugrupowanie 9 samolotów Do-17 lecących na Warszawę. Okrzeja poległ w potyczce nad wioską Kręgi. Dokładna przyczyna jego śmierci jest nieznana: jedna z teorii to zderzenie samolotów Nowakowskiego i Okrzei, wersja częściej przedstawiana w źródłach to postrzelenie samolotu Okrzei ogniem strzelców pokładowych Dornierów, w wyniku którego odpadło skrzydło, a ranny pilot nie zdołał wyskoczyć. Jeden z Do 17 spłonął podczas przymusowego lądowania po stronie niemieckiej.

## Pamięć o Okrzei

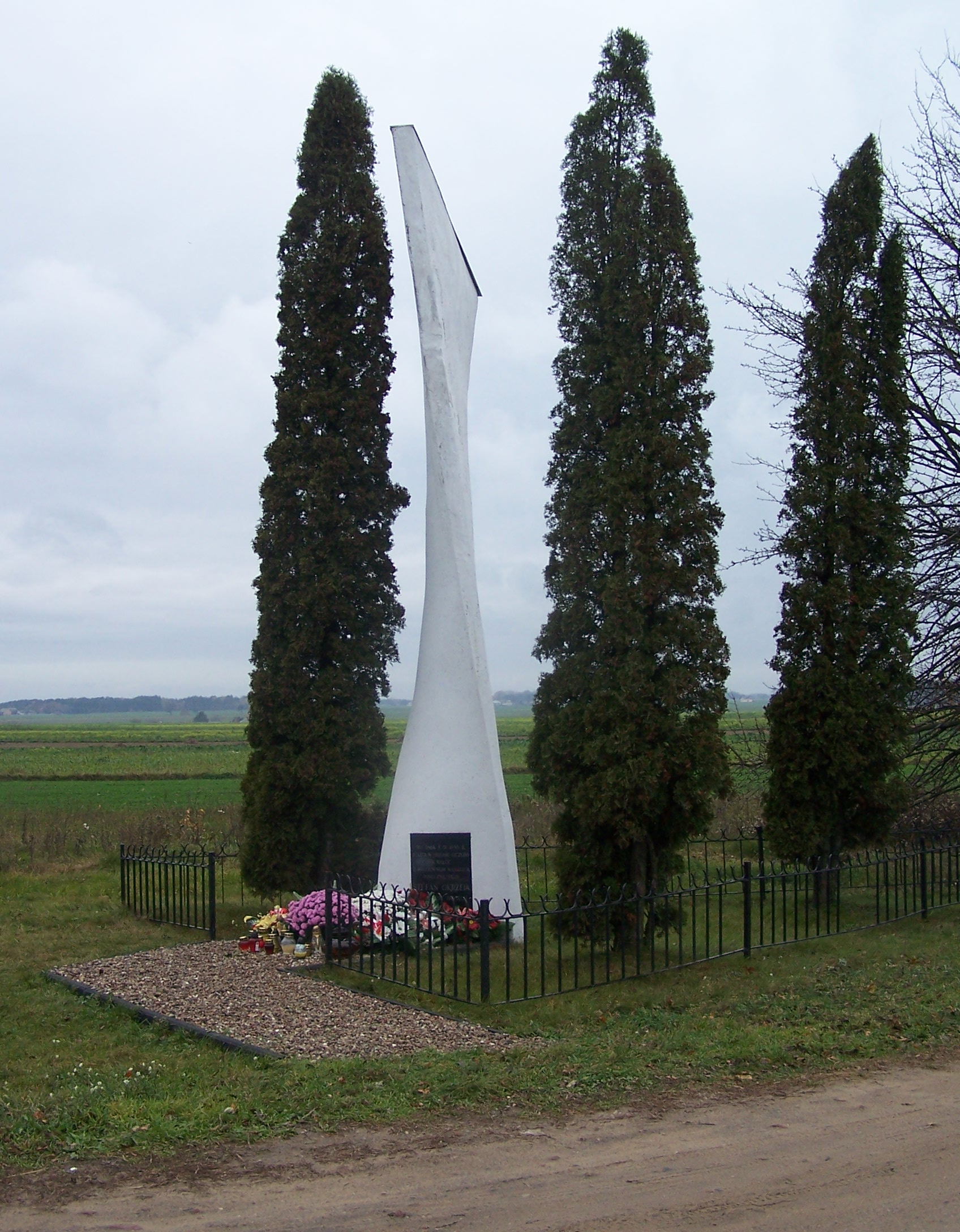
Pomnik Stefana Stanisława Okrzei

Ciało pilota, prawdopodobnie wyrzucone podczas zderzenia z ziemią, znaleziono obok spalonego wraku samolotu i pochowano na miejscu. Dopiero po kilkunastu tygodniach żona Zofia uzyskała zgodę niemieckich władz okupacyjnych na jego ekshumację i bezimienny pochówek na cmentarzu w Wyszkowie. Przy identyfikacji zwłok obecni byli żona, brat Wacław i siostra Marta Okrzeja-Czarniecka. Wiosną 1940 roku ciało złożono w rodzinnym grobowcu państwa Leskich (dawnych dziedziców Krąg) na cmentarzu w Wyszkowie.
W 1947 r. Stefana Okrzeję odznaczono pośmiertnie Srebrnym Krzyżem Virtuti Militari (nr 12070). Zaliczono mu 1,5 zestrzeleń pewnych (Do-17 oraz niezidentyfikowany samolot – wspólnie). Na liście Bajana sklasyfikowany został na 180. pozycji z 2 pewnymi zestrzeleniami samolotów Luftwaffe.
Po wojnie w miejscu katastrofy mieszkańcy wsi Kręgi usypali pamiątkowy kopiec, a po kilkunastu latach, z inicjatywy ówczesnej kierowniczki szkoły podstawowej Anny Ragu, powołali komitet budowy pomnika. Inicjatywę tę wsparło ówczesne Dowództwo Wojsk Lotniczych i Obrony Powietrznej Obszaru Kraju. Pomnik z rzeźbą w postaci złamanego śmigła odsłonięto w 1961 r. przy drodze krajowej nr 62 w pobliżu miejsca, gdzie rozbił się samolot. W jego odsłonięciu wzięli udział m.in. płk pil. Roman Paszkowski i ppłk pil. Witold Łokuciewski – towarzysz wojenny Stefana Okrzei. Na płycie wyryto słowa: Tu dnia 5 IX 1939 roku poległ w obronie Ojczyzny w walce z hitlerowskim najeźdźcą porucznik pilot Stefan Okrzeja. Cześć jego pamięci.
We wrześniu 2005 r. odbyło się uroczyste poświęcenie pomnika z udziałem delegacji wojskowych, pocztów sztandarowych, lokalnych władz oraz córki pilota Anny.
Miejsce upadku zidentyfikowane na podstawie relacji świadków opisał i oznaczył na mapie, Juliusz Molski w książce Wędrówki z notatnikiem i łopatą, wydanej w 2015 roku.
W 2020 r. ekipa Stowarzyszenia „Wizna 1939” przeprowadziła w okolicy pomnika badania terenowe. Po przeciwnej stronie drogi, około 100 m od pomnika udało się potwierdzić okolice miejsca katastrofy. Brak leja i większych fragmentów samolotu oraz fakt, że miejsce jest uprawianym od wielu lat polem ornym, pozwala jedynie na potwierdzenie ustaleń dokonanych przez Juliusza Molskiego.

## Upamiętnienie
Imię Stefana Okrzei noszą ulice w kilku polskich miastach w tym w Warszawie i Dąbrowie Górniczej, a od 2006 r., również szkoła podstawowa w Kręgach.